# 劉存規
刘存规（？—955年），字守范，辽朝官员，河间王刘德二十四代裔孙。
刘存规因功被封为积庆宫都提辖使，金紫荣禄大夫，校尉司空兼御史大夫，上柱国。应历五年去世，葬在密云县嘉禾乡。他有五个儿子：刘继阶，官至摄顺义军节度衙推；刘继英，官至永康押衙；刘继昭，官至山河都指挥使；刘继伦，官至定远军节度衙推。